# Leucamp
Leucamp är en kommun i departementet Cantal i regionen Auvergne-Rhône-Alpes i mitten av Frankrike. Kommunen ligger  i kantonen Montsalvy som ligger i arrondissementet Aurillac. År 2022 hade Leucamp 244 invånare.

## Befolkningsutveckling
Antalet invånare i kommunen Leucamp
Referens:INSEE